# Вилчелеле (Келераш)
Вилчелеле (рум. Vâlcelele) — село у повіті Келераш в Румунії. Входить до складу комуни Вилчелеле.
Село розташоване на відстані 83 км на схід від Бухареста, 25 км на північний захід від Келераші, 121 км на захід від Констанци, 134 км на південний захід від Галаца.

## Населення
За даними перепису населення 2002 року у селі проживали 1383 особи, усі — румуни. Усі жителі села рідною мовою назвали румунську.